# Anderson (football, 1988)
Pour les articles homonymes, voir Anderson.
Anderson Luís de Abreu Oliveira ou simplement Anderson, né le 13 avril 1988 à Porto Alegre, est un footballeur international brésilien qui évolue au poste de milieu de terrain.

## Biographie

### En club
Anderson est formé au Grêmio Porto Alegre (où il ne reste qu'une saison dans l'équipe première), comme Ronaldinho à qui il est parfois comparé, il gagne l'Adidas Golden Ball lors de la Coupe du monde de football des moins de 17 ans en 2005. Il est considéré comme l'un des plus grands espoirs du football brésilien. À l'issue de cette compétition, il signe au FC Porto. En deux saisons au Portugal, il remporte autant de titres nationaux de Champion. Seule ombre au tableau : une blessure à la jambe qui coupe son élan lors de la saison 2006-2007.
Une blessure qui ne freine pas les ardeurs d’Alex Ferguson puisque le 30 mai 2007, Manchester United débourse 31,5 millions d'euros pour le recruter. Le 16 décembre 2007, il effectue une prestation remarquée dans le grand derby du nord de l'Angleterre, qui oppose Liverpool à Manchester United, et qui voit finalement les Red Devils gagner à Anfield. Au terme du week-end, Anderson est d'ailleurs élu homme du match par les supporters du club mancunien. Le 21 mai 2008, entré en toute fin de prolongations, il inscrit l'un des tirs au but de son équipe qui remporte la Ligue des champions à Moscou.
Après son échec aux JO, il redémarre la saison mancunienne pied au plancher et le 1er mars 2009 lors de la finale de la League Cup face à Tottenham Hotspur, il inscrit le dernier tir au but synonyme de victoire pour les Red Devils. Quelques mois plus tard, sur la pelouse du club anglais de Tottenham Hotspur, il inscrit son premier but en championnat qui permet à Manchester United de remporter le match.
Le 4 mai 2011, sur la pelouse d'Old Trafford contre Schalke 04 lors de la demi-finale retour de la Ligue des champions, il inscrit son premier doublé qui permet à Manchester de l'emporter 4-1 et de se qualifier pour la finale.
Le 18 janvier 2014, Anderson est prêté six mois avec option d'achat (6,5 millions d'euros) à la Fiorentina par Manchester United.
Le 1er février 2015, il rentre au pays en signant avec le SC Internacional.
Le 30 juillet 2018, il signe avec le club d'Adana Demirspor. Le 20 septembre, il prend sa retraite et devient ambassadeur du club.

### Sélection nationale
Le 15 juillet 2007, il remporte la Copa América 2007 avec le Brésil. Il prend part aux Jeux olympiques de Pékin avec le Brésil, qui est éliminé au stade des demi-finales par l'Argentine (3-0). Il obtient ensuite la médaille de bronze lors de la petite finale en battant la Belgique (3-0).
Sélectionné pour la Coupe des confédérations 2009, il déclare finalement forfait sur blessure et est remplacé par Kléberson,.

## Palmarès

### En club
- FC Porto
  - Champion du Portugal en 2006 et 2007
  - Vainqueur de la Coupe du Portugal en 2006
- Manchester United
  - Champion d'Angleterre en 2008, 2009, 2011 et 2013
  - Vice-champion d'Angleterre en 2010 et 2012
  - Vainqueur de la Ligue des champions en 2008
  - Vainqueur de la Coupe du monde des clubs 2008
  - Vainqueur de la League Cup en 2009
  - Finaliste de la Ligue des champions en 2009 2011
  - Vainqueur du Community Shield en 2011.
- Coritiba
  - Vainqueur du Championnat du Paraná de football en 2017.

### En sélection
- Vainqueur du championnat de la CONMEBOL des moins de 17 ans en 2005
- Vainqueur de la Copa América en 2007.
- Médaille de Bronze aux Jeux olympiques de 2008.

### Distinction personnelle
- Trophée Golden Boy (meilleur joueur de moins de 21 ans évoluant en Europe) en 2008.